# Rumble (Link Wray)
Pour les articles homonymes, voir Rumble.
Rumble est un morceau instrumental du guitariste américain Link Wray et de son groupe The Wraymen, sorti en single en 1958, puis en 1960 sur l'album Link Wray and His Wraymen.

## Musique
Rumble est l'un des premiers morceaux de rock à utiliser une distorsion sur la guitare, technique alors très peu, voire pas du tout exploitée, ce qui en fait son originalité.

## Réception
Dès sa sortie, plusieurs radios américaines décident d'en interdire la diffusion, jugeant que le morceau incite trop la jeunesse à la violence, ce qui était une première pour un morceau sans paroles. Il est possible que cette interdiction vienne du terme "Rumble", qui signifie "bagarre de rue", appuyée par la violence du son pour l'époque.
Cette mauvaise réputation permet au morceau de se hisser en tête des charts.

## Postérité
Rumble s'impose comme un pionnier du rock instrumental, et a exercé une influence majeure sur la création du surf rock en Californie au début des années 1960, à travers des groupes comme Dick Dale and His Del-Tones ou The Belairs.
Le morceau est également utilisé dans le film Pulp Fiction, réalisé par Quentin Tarantino et sorti en 1994.